# Осенние листья (фильм)
«Осенние листья» (англ. Autumn Leaves) — американский фильм режиссёра Роберта Олдрича, который вышел на экраны в 1956 году.
Фильм рассказывает об одинокой машинистке сорока с небольшим лет Милли Уэзерби (Джоан Кроуфорд), в которую влюбляется 30-летний привлекательный Берт Хансон (Клифф Робертсон). Вскоре они женятся, после чего у Берта обнаруживаются странности в поведении, а вскоре объявляется и его бывшая жена (Вера Майлс), у которой, как выясняется позже, роман с его отцом, который и стал причиной психического расстройства Берта.
Сценарий фильма написали Джин Руверол и Хьюго Батлер, хотя в титрах сценаристом указан Джек Джевн, который служил для них прикрытием, так как и Руверол, и Батлер на тот момент находились в голливудском чёрном списке.
Фильм получил преимущественно положительные отзывы критики, отметившей его мелодраматический характер в сочетании с жёсткой постановкой таких тем, как одиночество, бытовое насилие и супружеская измена, а также фрейдистскую трактовку безумия, развивающегося у героя после того, как он узнаёт о сексуальных связях его отца и жены. Кроме того, критики высоко оценили стильную режиссуру Олдрича, а также игру Кроуфорд в главной роли.
Роберт Олдрич завоевал за этот фильм приз «Серебряный медведь» как лучший режиссёр на Берлинском международном кинофестивале 1956 года.

## Сюжет
Миллисент «Милли» Уэзерби (Джоан Кроуфорд), которой уже под пятьдесят, живёт одиноко в недорогом коттеджном посёлке в Лос-Анджелесе и работает машинисткой на дому. Её ближайшей и единственной подругой является пожилая одинокая управляющая посёлком Лиз Экхарт (Рут Доннелли). Однажды один из клиентов Милли дарит ей в благодарность за хорошую работу два билета на фортепианный концерт в Симфоническом зале Лос-Анджелеса. Милли приходит на концерт одна, под меланхолическую музыку Шопена вспоминая, как в молодости отказывалась от встреч с парнями ради того, чтобы ухаживать за больным отцом, и в итоге так и не вышла замуж. После окончания концерта Милли заходит в недорогой ресторан, где занимает последний свободный столик, и ставит на музыкальном автомате песню «Осенние листья». В этот момент к Милли подходит молодой привлекательный Берт Хансон (Клифф Робертсон), спрашивая разрешения сесть за её столик. Милли, которая привыкла проводить время в одиночестве, поначалу отказывает парню, однако через несколько минут Берту удаётся её разговорить. Во время ужина Берт рассказывает, что он родился в Рэсине, штат Висконсин, и что его отец умер, когда он был ребёнком, а мать он не знал. До последнего времени он служил сержантом при штабе армии США в Токио, но недавно уволился, после чего решил обосноваться в Лос-Анджелесе. Берт провожает Милли до дома, после чего приглашает её завтра сходить вместе на пляж. И хотя Милли соглашается и, уже будучи на пляже, они в конечном итоге страстно целуются, но позже она просит Берта больше не приходить к ней: по её мнению, они сошлись только на почве одиночества, а также ей немного некомфортно из-за их разницы в возрасте. 
В течение месяца они не встречаются, однако, несмотря на попытки отвлечь себя работой и домашними делами, Милли продолжает постоянно думать о Берте. Однажды, когда Милли возвращается домой, она слышит, как из её коттеджа доносится песня «Осенние листья». Она забегает в дом, где видит Берта, который приглашает её потанцевать. Берт рассказывает, что устроился работать в универмаг, и пытался встречаться с девушками своего возраста, однако круг их интересов совершенно не совпадает с тем, что он ищет в женщинах. Затем Берт сообщает, что сегодня его назначили менеджером отдела, и предлагает это отметить — сходить вместе на ужин и в кино. Во время киносеанса они выходят на перекур, где Берт заявляет Милли, что не может её забыть, что любит её и предлагает немедленно пожениться. Растерянная Милли не знает, что ответить и молча уходит. Берт провожает её до дома. На пороге своего коттеджа Милли вновь повторяет, что Берт ей нравится, но она намного старше его, и потому у них ничего не получится. Разочарованный Берт поворачивается и собирается уходить, но сердце Милли не выдерживает, и она останавливает Берта. Тот обнимает её и предлагает пожениться завтра же в Мексике. Во время брачной церемонии Милли неожиданно для себя узнаёт, что Берт родился в Чикаго, на не в Рэсине, как говорил раньше.
В течение двух недель Берт забрасывает Милли подарками, говоря, что получает эти товары на льготных условиях как сотрудник универмага. Вскоре за получением заказа к Милли заходит один из её клиентов, полковник Хиллиер (Леонард Мьюди), с которым Берт вступает в оживлённый разговор и в какой-то момент вдруг заявляет, что он принимал активное участие в боевых действиях в составе одного из пехотных полков, а не просто сидел в штабе, как он говорил Милли ранее. Некоторое время спустя, после того, как Берт нехотя уходит на работу, на пороге дома Милли появляется красивая молодая женщина (Вера Майлз), которая, к удивлению Милли, представляется как Вирджиния Хансон, бывшая жена Берта. Она сообщает, что отец Берта (Лорн Грин) на самом деле жив, приехал в Лос-Анджелес и остановился в одной из гостиниц. Она далее рассказывает, что они с Бертом выросли вместе в Чикаго, в школе у них был роман, а после школы они поженились и прожили вместе четыре года, но потом Берта обвинили в магазинной краже, а затем он просто пропал. Оказалось, что это была не единственная кража, и Вирджиния вместе с мистером Хансоном возместила все расходы. После этого она подала на развод, и теперь нашла Берта, чтобы он подписал соглашение о разделе имущества. Предупредив Милли, что Берт постоянно врёт, Вирджиния уходит. Милли навещает в гостинице отца Берта, который заявляет, что Берт — патологический лгун, и ему место в психиатрической клинике. Чтобы убедиться в этом, он предлагает Милли проверить, действительно ли Берт работает менеджером в универмаге. После ухода Милли, из ванной комнаты выходит Вирджиния, с которой мистер Хансон обнимается и целуется.
Когда Берт возвращается с работы домой, Милли встречает его холодно, заявляя, что он вовсе не менеджер в магазине, а всего лишь продавец за прилавком. Она подозревает, что Берт просто украл все подарки из магазина и требует, чтобы он немедленно вернул их обратно. Берт обещает всё вернуть. Затем, на вопрос о своём прошлом, он заявляет, что прошлого у него нет. Милли сообщает ему, что встречалась с Вирджинией, от которой узнала, что в тот момент, когда они женились, Берт ещё не мог знать, что разведён. После этих слов Берт быстро приходит в возбуждённое состояние, заявляя, что о своём первом браке он помнит лишь одно: Вирджиния была его первая девушка и их брак закончился на шестимесячную годовщину, когда он пораньше вернулся домой, чтобы сделать ей сюрприз, но что было дальше, он не помнит. Милли уговаривает мужа встретится с отцом, который «его любит». Он неохотно уступает настойчивым просьбам Милли и соглашается сходить к отцу. На следующий день Милли приходит в гостиницу, где выясняет, что мистер Хансон загорает у бассейна. Направившись к бассейну, Милли случайно видит, как отец Берта обнимается и любовно играет с Вирджинией, направляясь вместе с ней в свой номер. Тем временем в гостинице появляется Берт, который поднимается в номер к отцу. Милли бежит вслед за ним, пытаясь его остановить, однако догоняет мужа только у открытой двери номера. Она с ужасом понимает, что именно такую же сцену Берт застал в тот день, когда рано вернулся домой. Милли уводит подавленного мужа домой. 
Следующие несколько дней Берт отрешённо себя ведёт и ни на что не реагирует. Некоторое время спустя приезжают его отец и Вирджиния с документами о разводе, но Милли не выпускает Берта и сама выходит во двор им на встречу. Пара требует передать документы о разделе имущества, однако Милли отвечает, что Берт болен и не в состоянии подписывать никакие документы. Когда пара начинает бурно требовать немедленно выдать им документы или лишить его прав и поместить в психиатрическую лечебницу, Милли обрушивается на них с ответной обличительной речью, заявляя, что Берт стал таким «из-за их греха». Обозвав Вирджинию «шлюхой», вошедшая в раж Милли затем заявляет, что «их души настолько грязные, что их не пустят даже в ад», после чего возвращается дом. За этой сценой сквозь окно наблюдает Берт, однако он не слышит слов. После возвращения Милли он неожиданно заявляет, что теперь всё понял, и что она с ними за одно. По его словам, отец и Вирджиния ничего не могли с ним поделать, и поэтому пригласили её в долю. Милли должна была уговорить Берта отказаться от имущества, которое он унаследовал от матери, после чего они планировали разделить его на троих. Берт всё более возбуждается и кричит, что никто его имущество не получит. После чего он набрасывается на Милли и начинает её бить. Когда Милли падает на пол, Берт берёт печатную машинку и швыряет её на руку жене. Неожиданно припадок у Берта заканчивается, и он просит у Милли прощения. Они обнимаются и плачут.
Врач доктор Мастерсон (Морис Мэнсон), который лечит руку Милли, говорит, что Берту необходимо лечение и советует ей как можно скорее показать мужа одному из лучших психиатров, доктору Каззенсу (Шепперд Страдвик). После ухода врача Милли заходит в спальню, где лежит Берт, который ничего не помнит о том, откуда у жены синяки и травма руки. Ночью у Берта начинается бред, он вскакивает с кровати и кричит, что видел отца вместе с Вирджинией. На следующий день Милли приезжает в клинику к доктору Каззенсу, который заявляет, что у Берта шизофрения и это болезнь, которую можно вылечить только медицинскими средствами. Причём чем скорее начать лечение, тем больше шансов на его выздоровление. Доктор Каззенс предупреждает, что лечение займёт 5-6 месяцев, однако, по словам врача, выбор для неё заключается только в следующем — либо немедленно приступать к лечению с надеждой на благоприятный исход, либо смириться с тем, что она всю жизнь будет жить с сумасшедшим. При этом доктор Каззенс предупреждает Милли, что в результате устранения невроза, возможно, Берт утеряет и чувства по отношению к ней. Однако выбор состоит в следующем — либо попытаться вернуть его к нормальной жизни, либо потерять навсегда. Услышав дома рыдания Берта, Милли не в силах больше это терпеть и звонит в клинику. Наутро приезжают санитары, которые силой уводят Берта, у которого начался очередной припадок. На протяжении следующих месяцев Берт проходит курс интенсивного лечения с помощью лекарств и электрошоковой терапии, в то время как Милли, чтобы забыться, а также оплатить счета за лечение, с головой погружается в работу. Наконец, из клиники приходит письмо, в котором сообщается о дате выписки Берта, который, по мнению врачей, вернулся к нормальной жизни. Так как Берт за всё время не прислал ей ни единого письма, Милли убеждена, что он решил с ней расстаться. Приехав в клинику в день выписки, Милли заявляет Берту, что лечение было жестоким, и он может за это злиться на неё. Однако теперь он здоров и абсолютно свободен, и его вещи она готова выслать по указанному им адресу. Попрощавшись, Милли уходит, однако Берт догоняет и останавливает её. Он целует её пораненную руку, говоря, что она не дала ему вставить ни слова. После чего они обнимают и целуют друг друга.

## В ролях
- Джоан Кроуфорд — Миллисент «Милли» Уэзерби Хансон
- Клифф Робертсон — Берт Хансон
- Вера Майлз — Вирджиния Хансон
- Лорн Грин — мистер Хансон
- Рут Доннелли — Лиз Экхарт
- Шепперд Страдвик — доктор Малькольм Каззенс
- Селмер Джексон — мистер Уэзерби
- Максин Купер — медсестра Эванс
- Марджори Беннетт — официантка
- Фрэнк Герстл — Рэмзи
- Леонард Мьюди — полковник Хиллиер
- Морис Мэнсон — доктор Мастерсон

## Создатели фильма и исполнители главных ролей
Как написал историк кино Джефф Стаффорд, «в середине 1950-х годов Роберт Олдрич рассматривался в Голливуде как перспективный режиссёр, быстро зарекомендовавший себя как сильный визуальный стилист, специализируясь на эмоциональных жанровых фильмах для мужской аудитории». Его фильмы «Апач» (1954) и «Веракрус» (1954) не были шаблонными вестернами благодаря критическому взгляду автора на авторитаризм как людей, так и режимов, а также на присущий жанру мачизм. Последовавший затем фильм нуар «Целуй меня насмерть» (1955) стал «новаторской экранизацией бульварного криминального романа Микки Спиллейна, которая ещё более радикально представила мачо-героя, детектива Майка Хаммера, как человека, действия которого часто носят более жестокий и садистский характер, чем у тех смертельно опасных врагов, которых он преследует». А его следующий фильм «Большой нож» (1955) был не менее жёстким инсайдерским взглядом на киноиндустрию, где действуют «тираны в лице боссов киностудий, менеджеры-эксплуататоры и актёры, которые охотно идут на компромисс со своей моралью, этикой и порядочностью ради славы и богатства». Как отмечает Стаффорд, в 1956 году, после этой серии фильмов Олдрич «удивил всех, попытавшись сделать женскую картину, мелодраматичную мыльную оперу „Осенние листья“, которая внешне смотрелась как полный уход от направленности его предыдущего творчества».
Джоан Кроуфорд к моменту создания этой картины уже удостаивалась «Оскара» за главную роль в фильме нуар «Милдред Пирс» (1945), а также номинировалась на эту награду за главные роли в нуаровых драмах «Одержимая» (1947) и «Внезапный страх» (1952). По мнению Стаффорда, «Осенние листья» стал, «конечно, одним из лучших фильмов Кроуфорд 1950-х годов» наряду с «Внезапным страхом» и «Джонни Гитарой» (1954), и он стал «её личным любимым фильмом». Позднее Олдрич работал с Кроуфорд ещё один раз, когда в 1962 году снял её в психологическом триллере «Что случилось с Бэби Джейн?», «который, вероятно, стал самым успешным фильмом в карьере каждого из них».
Клифф Робертсон сыграл свои первые значимые кинороли в 1956 году в этой картине и в мелодраме «Пикник», однако наибольшего успеха он добился в 1960-е годы благодаря таким фильмам, как криминальная драма «Другой мир США» (1961), политическая драма «Самый достойный» (1965), мелодрама «Чарли» (1968) и военная драма «Бригада дьявола» (1968), а в 1970-е годы — наиболее заметной его картиной стал психологический триллер Брайана де Пальмы «Наваждение» (1976).

## История создания фильма
В одном из интервью Роберт Олдрич объяснил, почему он решил сделать «Осенние листья»: «Я думаю, самовыживание заставило меня сделать эту картину. Меня довольно часто стали критиковать за насилие, ярость и гнев в моих картинах, после чего я решил, что пора сделать мыльную оперу. Кроме того, я был большим поклонником четы Батлеров — Джин Руверол и Хьюго Батлера — а это была изначально их история».
В июле 1954 года в Daily Variety отмечалось, что Олдрич купил права на оригинальный сценарий этого фильма, намереваясь стать его продюсером и режиссёром для собственной компании Associates and Aldrich Co., при этом предполагалось, что прокатом фильма займётся United Artists. Однако уже а октябре 1954 года Daily Variety сообщил, что финансированием и дистрибуцией фильма будет заниматься Distributors Corporation of America. В конечном итоге, права на фильм у Олдрича купил продюсер Уильям Гётц для компании Columbia Pictures.
Фильм делался под рабочим названием «Каковы мы есть» (англ. The Way We Are). Однако, согласно информации Daily Variety от января 1956 года, название было изменено на «Осенние листья», чтобы воспользоваться успехом песни Autumn Leaves, которая звучит в исполнении Нэта Кинга Коула в начале и в конце фильма. В изначальном французском варианте песня называлась «Опавшие листья» (фр. Les feuilles mortes), её авторами были композитор Жозеф Косма, и поэт Жак Превер, а первым её исполнил Ив Монтан во французском фильме «Врата ночи» (фр.  Les portes de la nuit) (1946). Английский текст песни написал Джонни Мерсер, и, как отмечает историк кино Хэл Эриксон, «все, кто слушал Топ-40 по радио на протяжении последних четырёх десятилетий, знает эту песню в исполнении Нэта Кинга Коула».
В титрах картины автором сценария был указан Джек Джевн, который выступал прикрытием для сценаристов Джин Руверол и Хьюго Батлера, имена которых в тот момент были внесены в чёрный список, и они не имели возможности официально работать в Голливуде. Как отмечено в Daily Variety от апреля 1997 года, «Гильдия сценаристов Америки добилась восстановления в титрах имён сценаристов, попавших в „чёрные списки“ Руверол и Батлера, имена которых не были указаны в титрах фильма после выхода на экраны». Согласно пресс-релизу Гильдии, имена авторов сценария картины должны быть указаны следующим образом: «Джин Руверол и Хьюго Батлер, Льюис Мелтцер и Роберт Близ».
Олдрич пригласил на главную роль Джоан Кроуфорд, однако, по его словам, работать с ней было непросто. Он, в частности, вспоминал: «Я восхищался Кроуфорд, которая была актрисой, разработавшей собственный метод игры, но я никак не мог сделать из неё неряшливую стареющую женщину, что нарушало всю концепцию картины… Примерно за неделю до начала работы, Кроуфорд захотела, чтобы её собственный автор переписал сценарий, однако я отказался пойти на это. В 2 часа ночи в день, когда должны были начаться съёмки, по телефону мне сообщили, что она сегодня задержится, чтобы приехать вместе со своим автором. Я на это ответил, что если появится её автор, мы не будем снимать». Как далее замечает Олдрич, только таким образом с ней и можно было поладить. Он далее пишет: «В итоге её автор так и не появился. Зато пришла она, и мы приступили к работе. Однако она не разговаривала со мной четыре или пять дней. Она принимала моё руководство на съёмочной площадке, она делала то, что нужно, но между нами не было никакого личного контакта. Затем однажды она отработала в одной из сцен настолько сильно, что я был по-настоящему тронут. И когда она подняла глаза, закончив её, я смахнул слезу. Это разрушило лёд, и с этого момента на долгое время мы стали добрыми друзьями».
Как отмечает Стаффорд, «хотя к 1956 году Кроуфорд уже не была той крупнейшей звездой, какой она была в своё время на MGM и Warner Bros., тем не менее, это не останавливало её от того, чтобы вести себя как примадонна с большей частью актёров и членов съёмочной группы». В биографии Шоуна Консидайна «Бетти и Джоан» содержатся воспоминания консультанта по сценарию Боба Шермана об общении с Кроуфорд: «Режиссёр Боб Олдрич попросил меня съездить в воскресенье днём домой к Кроуфорд и пройтись с ней по сценарию. Когда я приехал, меня провели через гостиную с белым диваном, белыми подушками и белыми коврами. В задней части дома две маленькие девочки, одетые в белые кринолиновые платья, играли с двумя белыми французскими пуделями. Мистер Пепси-Кола (муж Кроуфорд Эл Стил был вице-президентом компании „Пепси-Кола“) стоял около греческого белого бассейна с двумя былыми домиками с каждой стороны. И здесь я увидел Джоан. Она лежала на белом шезлонге в солнечных очках, ей делали маникюр и педикюр в то время, как она диктовала письма своему секретарю. Она указала на стул с другой стороны, и я сел, читая ей текст в те моменты, когда у неё появлялось время. Она играла „актрису-начальницу“ во всём».
Как отмечает Стаффорд, «первоначально Кроуфорд хотела, чтобы роль Берта сыграл Марлон Брандо, но ей отказали». На роль был выдвинут Клифф Робертсон, который только что сыграл роль второго плана в «Пикнике» (1955). Он должен был «лично проходить „смотрины“ дома у Кроуфорд до начала съёмок», прежде чем получить главную роль в «Осенних листьях».
Как далее пишет Стаффорд, «после первого столкновения между Кроуфорд и Олдричем по поводу сценаристов, дальнейшие съёмки фильма шли гладко, хотя Джоан всё время противоречила режиссёру относительно выбора прохладительных напитков». Как рассказывал Фил Стерн, Олдрич «любил пить Кока-Колу из бумажного стаканчика. Когда ему принесли целый ящик Кока-Колы, Джоан установила на съёмочной площадке машину, торгующую Пепси-Колой. Каждый раз, когда он отворачивался, она выбрасывала его Кока-Колу и заменяла её на стакан Пепси». В конце концов, Олдрич положил этому конец, но Джоан продолжала рассказывать о достоинствах Пепси каждому, кто был готов её слушать.
По информации Стаффорда, «фильм был снят за сорок дней и принёс Олдричу премию „Серебряный медведь“ как лучшему режиссёру на Берлинском кинофестивале 1956 года».
Кроуфорд в дальнейшем говорила, что «Осенние листья» является «лучшим фильмом в истории на тему о зрелой женщине и молодом мужчине», добавив, что «всё сработало в „Осенних листьях“. Актёрский состав был идеальным, сценарий был хорошим, и я думаю, Боб хорошо всем руководил. Я действительно думаю, что Клифф сделал изумительную работу; другой актёр на его месте мог бы плеваться фразами и переигрывать, но он этого избежал. Я думаю, фильм в целом был намного лучше, чем некоторые романтические фильмы, которые я делала в прошлом, но почему-то он так и не стал особенно известен. Его затмила картина, которую я сделал с Бетти Дейвис».

## Оценка фильма критикой

### Общая оценка фильма
После выхода фильма на экраны кинокритик «Нью-Йорк Таймс» Босли Краузер невысоко оценил картину, назвав её «тягостной историей, позаимствованной из тетрадей доктора Фрейда», которая «представлена настолько непродуманно и неубедительно, что превращается в фарс». Как отметил Краузер, поскольку «главным предметом заботы сценаристов и режиссёра Роберта Олдрича, похоже, было показать, что мучения их женщины, шаблонного создания, рассмотрены во всех возможных ракурсах», «реалии и сложности самой истории лишь едва намечены». Между тем, по словам Стаффорда, после выхода на экраны «фильм имел успех у критики и стал скромным кассовым хитом, добившись хорошего результата главным образом среди женской аудитории».
Как далее пишет Стаффорд, со временем «фильм вырос в значимости среди поклонников творчества Олдрича, и сегодня рассматривается как один из его лучших фильмов». Так, Ричард Рауд описал его как «выдающуюся комбинацию домашнего гиньоля и мыльной оперы гигантских масштабов», Пол Тейлор из TimeOut Film Guide охарактеризовал его как «казалось бы, эксцентричный, но на самом деле типичный для Олдрича фильм, в котором радикальная кинематографическая линия проходит сквозь душещипательный материал». Вероятно, «наиболее проницательная критика содержалась в статье Дэна Кэллахана в журнале Slant», где утверждалось, что «все ранние работы Олдрича были увлекательными, однако „Осенние листья“ — это его тайное сокровище. Из-за Кроуфорд фильм рассматривался как аффектированный, однако Олдрич привносит остроту в эту женскую картину. Коллизия его жёсткого стиля и мыльного материала играет на пользу фильму, который ни на минуту не теряет своего эмоционального напряжения… Истинная тема „Осенних листьев“ — это не одиночество, а инцест… Этот фильм показывает, что жуть может находиться в самых неожиданных местах».
С другой стороны, Деннис Шварц пришёл к заключению, что «это нудная и тяжеловесная история, которая не обходится без фрейдизма», повествуя о «жутких вещах, которые происходят в семьях среднего класса». По его словам, «хотя это мыльная опера в чистом виде», однако «стильная режиссура Олдрича» и игра Кроуфорд «поднимает её выше всех падающих осенних листьев». В действительности, «на плёнке всё выглядит лучше, чем на бумаге». Как указано в рецензии журнала TV Guide, «этот фильм раскрывает искажённые свойства человеческого сознания». Хотя его часто называют «женской картиной», тем не менее, «это напряжённая мелодрама об одиночестве, отчаянии и психическом расстройстве. Начинаясь как приятная романтическая сказка и затем погружаясь в водоворот шизофренического насилия», фильм имеет ту же силу воздействия, как «созерцание молотка, разбивающего тонкий кусочек стекла». TV Guide обращает особое внимание на визуальное решение картины, когда «подобно кошмару, творящемуся в голове Кроуфорд по мере нарастания шизофрении у Робертсона, визуальный стиль фильма становится всё более и более искажённым, а свет — очень жёстким».
Роберт Фиршинг полагает, что «у значительной части современной аудитории этот мелодраматический триллер может вызвать непреднамеренные смешки», в частности, когда «Кроуфорд смотрит, сверкая глазами, и дёргает себя за волосы в роли одинокой старой девы, которая выходит замуж за более молодого человека, после чего выясняет, что её новый муж — законченный псих. Он врёт о своём прошлом, разбивает её руку о печатную машинку и неконтролируемо кричит, пока у неё не остаётся другого выхода, как отправить его в соответствующее учреждение». Одним из примеров до смешного чрезмерных реплик, по мнению Фиршинга, является фраза героини Кроуфорд, обращённая к бывшей жене и отцу мужа, что их «отвратительные души слишком порочны даже для самого Ада!». Как полагает критик, «самыми сильными моментами картины стали эпизод с шоковой терапией и раздражающая песня, которая звучит постоянно на протяжении всего фильма, напоминая героине Кроуфорд „куриный салат“».

### Оценка актёрской игры
Главное внимание критики, естественно, уделили игре Джоан Кроуфорд в главной роли, оценив её работу преимущественно положительно. Так, после выхода картины Краузер написал, что «Кроуфорд, которая, наверняка, провела больше часов в страданиях, чем любая другая актриса американского кино, набирает ещё 108 минут страданий» в этой картине, играя «одинокую старую деву, которая, наконец, привлекает к себе неискушённого, но милого ухажёра, который годится ей в сыновья». В дальнейшем, когда выясняется, что юноша психически не вполне здоров, она «мучительно старается сделать что-либо для него, а затем отправляет его в психиатрическую больницу. Это причиняет ей огромные муки, которые она показывает бесконечным хождением туда и обратно». При этом, как полагает Краузер, «игра мисс Кроуфорд, по правде говоря, часто граничит с абсурдом». Как далее пишет критик, поскольку сценарий ориентирован на всестороннее раскрытие образа Кроуфорд, «игра Робертсона в роли мальчика сводится к путанице из мучительной неловкости и обескураживающей глупости», при этом «своё шизофреническое состояние он должен подстроить под мелодраматические потребности роли героини». По мнению, Кроутера, «Лорн Грин в роли отца и старомодного бандита, и Вера Майлз в роли бывшей жены выглядят намного более привлекательно, чем мисс Кроуфорд».
Современные киноведы практически единодушно высоко оценивают игру Кроуфорд. Так, по словам Шварца, Кроуфорд «хороша в исполнении ролей, которые требуют продолжительных страданий», и в данном случае 50-летняя актриса «наполняет дыханием жизни свою роль одинокой жертвы». Хэл Эриксон полагает, что «немногие актрисы помимо Кроуфорд могли бы успешно справиться с мелодраматической чрезмерностью» этой картины, добавив также, что фильм смотрится хорошо «благодаря виртуозной игре практически всего актёрского состава». По мнению TV Guide, Кроуфорд «очень точно исполняет» свою роль «мужеподобной, пучеглазой работающей старой девы», которая «хватается за любовь, получая шизика». Леонард Молтин также отмечает «сильную игру Кроуфорд в роли машинистки средних лет со своими проблемами, которая выходит замуж за более молодого человека, после чего выясняет, что он психически нездоров и уже женат». По мнению Майкла Кини, «Кроуфорд хорошо играет новобрачную средних лет, которая пытается спасти свой зашатавшийся брак, несмотря на всё более неконтролируемое поведение мужа», в то время, как «Робертсон порой по-настоящему страшен в роли её мужа с психическими проблемами».